# 미국-중화민국 관계

지리적 위치.

중화민국(타이완)과 미국은 1979년 이후로 비공식적인 관계를 유지해왔다. 2018년 3월 16일 미국 의회에 의해 타이완 여행법(Taiwan Travel Act)이 통과됨에 따라 미국과 타이완 간의 관계는 그 뒤로 높은 수준의 공식적인 관계로 조정되었다.

## 역사
미국과 대만의 관계는 대만의 전신 국가인 청나라에서 시작되었다. 미국과 청나라의 관계는 1844년 6월 16일 시작되었다. 두 국가는 왕샤 조약을 통해서 수교의 기틀을 다졌다. 이후 청나라가 멸망하고 등장한 중화민국 시절에도 외교 관계가 지속되었으며, 일본 제국이 대만을 점령한 대만일치시기에도 미국 영사관을 폐쇄하지 않고 유지시켰다. 중국국민당이 국공 내전에서 중국공산당에게 완전히 패배함에 따라서 대만섬으로 후퇴한 이후에도 두 나라의 관계는 지속되었다. [[드와이트 D. 아이젠하워 대통령은 대통령 자격으로 대만을 최초로 방문하였다.
그러나 두 국가의 관계는 1970년대에 끝맺음을 맺게 된다. 닉슨 대통령의 중국 방문과 미중 수교는, 대만과의 단교를 의미하기도 했다. 타이완의 중화민국 정부과 미국 연방 정부 간의 관계는 베이징의 인식 때문에 공식적으로 1971년 1월 1일부로 종료되었다. 이후 두 국가는 공식적인 관계를 수립하지는 않았으나, 미국은 대만관계법과 함께 타이완 국민들에 대해 연계를 유지하고 있다. 
미국–중국 관계가 심화됨에 따라서 미국과 대만의 관계가 많은 영향을 받고 있다. 중화민국(ROC)에 대한 미국 외교부의 전략적 모호성 정책은 가능한 중화인민공화국(PRC)의 침입으로부터 중화민국(ROC)을 지원하고 양안관계를 안정화시키는데 중요한 반면 타이완에 대한 전략적 명확성 정책은 PRC의 반대를 이끌어낼 가능성이 있다.
도널드 트럼프 2기 행정부 등장과 함께 미국 국무부가 대만 독립 반대 문구를 삭제함에 따라 미국-중화민국 관계 또한 영향을 받게 되었다.

## 국가 비교
| 일반명            | 타이완 | 미국 |
| 공식 명칭         | 중화민국 | 미합중국 |
| ----------------- | --- | --- |
| 문장              | | |
| 국기              | 중화민국 | 미국 |
| 인구              | 23,519,518 (2016 추정) | 324,403,593 (2016년 9월 추정) |
| 인구 증가율       | 0.02% (2016 추정) | 0.77% (2014 추정) |
| 도시화            | 총 인구 중 78.0% (2011) | 총 인구 중 82.4% (2012) |
| 면적              | 36,193 km2 (해안 바다 영토 제외) | 9,525,468 km2 (해안 바다 영토 제외) |
| 인구 밀도         | 649/km2 | 35/km2 |
| 수도              | 타이베이시 | 워싱턴 D.C. |
| 최대 도시         | 신베이시 – 3,972,204 (3,972,204 메트로) | 뉴욕 – 8,560,405 (20,182,305 메트로) |
| 정부              | 단일 이원집정부 공화제 | 연방 대통령 공화제 |
| 최초 지도자       | 쑨원 | 조지 워싱턴 |
| 현재 지도자       | 대통령: 차이잉원 부통령: 천젠런 | 대통령: 도널드 트럼프 부통령: 마이크 펜스 |
| 주 언어           | 타이완 만다린 (궈위) | 영어 |
| 주 종교           | 35.1% 불교, 33.0% 도교, 18.7% 무신론자, 3.9% 기독교, 3.5% 일관도 (XTD), 2.4% 기타, 2.2% en:Tiandism (XTD), 1.1% Miledadao (XTD), 0.8% en:Zailiism, 0.7% en:Xuanyuanism | 70.6% 기독교 (46.5% 개신교, 20.8% 가톨릭, 1.6% 몰몬교, 1.7% 기타 기독교), 22.8% 무교, 1.9% 유대교, 0.9% 이슬람교, 0.7% 불교, 0.7% 힌두교                                         |
| 민족              | 95% 한족, 70% Hokkien, 14% Hakka, 14% en:Waishengren | 77.1% 백인, 13.3% 아프리카계 미국인, 5.6% 아시아계 미국인, 2.6% 혼혈, 1.2% 미국의 원주민, 0.2% Native Hawaiian or Pacific Islander, With 17.6% Hispanic and Latino (of any race) |
| GDP (명목)        | $588.334 billion (2016 추산) | $18.558 trillion (2016 추산) |
| 일인당 GDP (명목) | $24,985 (2016 추산) | $57,220 (2016 추산) |
| GDP (PPP)         | $1.147 trillion (2016 추산) | $18.558 trillion (2016 추산) |
| 일인당 GDP (PPP)  | $48,703 (2016 추산) | $57,220 (2016 추산) |
| 실질 GDP 성장률   | 0.69% (2015) | 2.6% (2015) |
| 지니 계수         | 33.6 | 40.8 |
| HDI               | 0.882 | 0.915 |
| 통화              | 신 대만 달러 (NT$) | 미국 달러 ($) |
| 군사 지출         | $10.9 billion | $640.0 billion |
| 병력              | 290,000 | 2,349,950 |
| 노동력            | 11,550,000 | 202,265,000 |
| 휴대 전화         | 28,610,000 | 327,577,529 |

타이완과 미국의 지도자 (1950년~ )

## 같이 보기
- 중화민국의 대외 관계
- 미국의 대외 관계
- 타이완 문제
- 중미 관계

## 참고 자료
- Benson, Brett V., and Emerson MS Niou. "Public opinion, foreign policy, and the security balance in the Taiwan Strait." Security Studies 14.2 (2005): 274-289.
- Bush, Richard C. At cross purposes: US-Taiwan relations since 1942 (Routledge, 2015).
- Carpenter, Ted Galen. America's coming war with China: a collision course over Taiwan (Macmillan, 2015).
- Glaser, Charles L. "A US-China grand bargain? The hard choice between military competition and accommodation." International Security 39#4 (2015): 49-90.
- Hickey, Dennis Van Vranken. "America's Two-point Policy and the Future of Taiwan." Asian Survey (1988): 881-896. in JSTOR
- Hickey, Dennis V. "Parallel Progress: US-Taiwan Relations During an Era of Cross-Strait Rapprochement." Journal of Chinese Political Science 20#4 (2015): 369-384.
- Hu, Shaohua. "A Framework for Analysis of National Interest: United States Policy toward Taiwan," Contemporary Security Policy, Vol. 37, No. 1 (April 2016): 144-167.
- Liao, Nien-chung Chang, and Dalton Kuen-da Lin. "Rebalancing Taiwan–US Relations." Survival 57#6 (2015): 145-158. online
- Ling, Lily HM, Ching-Chane Hwang, and Boyu Chen. "Subaltern straits:‘exit’,‘voice’, and ‘loyalty’in the United States–China–Taiwan relations." International Relations of the Asia-Pacific (2009): lcp013.
- Peraino, Kevin. A Force So Swift: Mao, Truman, and the Birth of Modern China, 1949 (2017), focus on .S. policy in 1949